# Olga Nazarova (athlétisme)
Pour les articles homonymes, voir Olga Nazarova et Nazarova.
Olga Nazarova (en russe : Ольга Владимировна Назарова), née le 1er juin 1965, est une athlète russe qui concourait pour l'URSS.
Nazarova a gagné la médaille de bronze du 400 m aux Jeux olympiques de 1988 à Séoul derrière une autre soviétique Olga Bryzgina et l'allemande de l'Est Petra Müller ainsi que l'or en relais 4 × 400 m pour l'URSS.
Aux Jeux olympiques de 1992, elle faisait partie du relais 4 × 400 m de la CEI qui remporta l'or devant les relais américains et britanniques.
Elle fait un retour lors des Championnats du monde de 1995, où elle est éliminée en demi-finale.

## Palmarès

### Jeux olympiques
- Jeux olympiques de 1988 à Séoul ( Corée du Sud)
  -  Médaille de bronze sur 400 m
  -  Médaille d'or en relais 4 × 400 m
- Jeux olympiques de 1992 à Barcelone ( Espagne)
  -  Médaille d'or en relais 4 × 400 m

### Championnats du monde d'athlétisme
- Championnats du monde d'athlétisme de 1987 à Rome ( Italie)
  -  Médaille d'argent en relais 4 × 400 m
- Championnats du monde d'athlétisme de 1991 à Tokyo ( Japon)
  -  Médaille d'or en relais 4 × 400 m